# جيمس ريد (دراج)
جيمس ريد (بالإنجليزية: James Reid)‏ هو دراج جنوب أفريقي، ولد في 1992.

## وصلات خارجية
- جيمس ريد على موقع إحصائيات الدراجات الإحترافية (الإنجليزية)
- جيمس ريد على موقع أوليمبيديا (الإنجليزية)